# Guy Middleton
Guy Middleton, né le 4 août 1900 à Paris et mort le  30 octobre 1994 à Sevran, est un nageur français ayant participé aux Jeux olympiques d'été de 1924 à Paris.

## Biographie
La FFN considère qu'il a obtenu deux titres de champion de France, dont un probablement au 200 m nage libre en 1926.
Aux Jeux de Paris, Guy Middleton est sélectionné pour le relais 4 × 200 mètres nage libre. L'équipe française (Guy Middleton, Henri Padou, Édouard Vanzeveren et Émile Zeibig) remporte sa série en 10 min 41 s 40 et se qualifie pour les demi-finales. Là, avec un temps de 10 min 39 s 40, le relais se classe 3e de sa course et n'est pas qualifié pour la finale. L'organisation lui attribue la 6e finale.

## Décoration
- Médaille d'honneur de l'éducation physique et des sports, échelon or (1953)[4]